# 팀 로빈스
티머시 프랜시스 "팀" 로빈스(Timothy Francis "Tim" Robbins, 1958년 10월 16일~)는 아카데미상을 수상한 미국의 배우, 감독, 각본가, 프로듀서, 활동가, 음악가이다.
그는 《19번째 남자》에서 누크, 《쇼생크 탈출》에서 앤디 듀프레인, 《사랑도 리콜이 되나요》에서 이안, 그가 아카데미 남우조연상을 수상했던 《미스틱 리버》에서 데이브로서 가장 잘 알려진 상태이다. 배우 수전 서랜던과 23년간의 오랜 동거 생활을 했으나 2009년 결별 하였다. 서랜던과 로빈스 사이의 자녀는 2명이 있다.
2008년 10월 할리우드 명예의 거리에 올랐다.

## 생애
로빈스는 웨스트 코비나에서 배우 매리 로빈스와 음악가이자 출판사 중역, 나이트클럽 사장, 포크 가수인 길버트 로빈스의 아들로 태어났다. 그는 뉴욕에서 자라나 고등학교 시절부터 연극에 빠져들었고, 틈틈이 오프 브로드웨이 연극무대의 조명기사로 일하는 한편 대부분의 시간을 친구들과 함께 거리에 나가 반전 가두공연을 하는 데 몰두했다. 뉴욕대학교에 입학해 2년을 다니다가 캘리포니아 대학교 로스앤젤레스로 대학을 옮겼다.

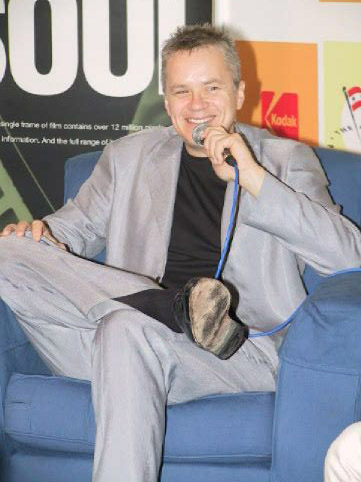
2001년 칸 영화제에서의 모습.

## 출연 작품

### 영화
- 탑건 (1986)
- 5번가의 비명 (1987)
- 야곱의 사다리 (1990)
- 플레이어 (1992)
- 아이큐 (1994)
- 허드서커 대리인 (1994)
- 쇼생크 탈출 (1994)
- 함정 (1999)
- 사랑도 리콜이 되나요 (2000)
- 코드 46 (2003)
- 미스틱 리버 (2003)
- 노이즈 (2007, Noise)
- 당신과 함께한 순간들 (2017)

### 텔레비전
- 브링크 (2015)

## 수상경력
- 1992년 제45회 칸 영화제 남우주연상
- 1992년 제5회 도쿄국제영화제 남우주연상
- 1993년 제50회 골든글로브시상식 뮤지컬/코미디부문 남우주연상
- 1996년 제7회 팜스프링스국제영화제 감독상
- 2000년 제71회 미국비평가협회상 특별공로상
- 2002년 우드스탁필름페스티벌 특별상
- 2003년 남동부비평가협회상 남우조연상
- 2003년 어워즈 씨어큐트 커뮤니티 어워즈 남우조연상
- 2003년 센트럴오하이오비평가협회상 남우조연상
- 2003년 제24회 보스턴비평가협회상 남우조연상
- 2003년 제16회 시카고비평가협회상 남우조연상
- 2004년 골드더비어워즈 영화부문 남우조연상
- 2004년 온라인영화&텔레비전협회상 남우조연상
- 2004년 제61회 골든글로브시상식 남우조연상
- 2004년 제9회 크리틱스초이스 남우조연상
- 2004년 플로리다비평가협회상 남우조연상
- 2004년 제10회 미국배우조합상 영화부문 남우조연상
- 2004년 제76회 아카데미시상식 남우조연상
- 2005년 ADIRCAE어워즈 남자배우상
- 2005년 헤이스티 푸딩 씨어트리컬 올해의 남성상
- 2006년 고담어워즈 공로상
- 2016년 제66회 베를린국제영화제 베를린카메라상